# Daughters (Band)
Daughters sind eine 2002 gegründete US-amerikanische Noise-Rockband aus Providence, Rhode Island. Die Band entwickelte ihren Stil im Laufe des Bestehens von Grindcore hin zu Noise- und Industrial Rock. 2018 veröffentlichte die Gruppe um Sänger Alexis „Lex“ Marshall bei Ipecac Recordings ihr viertes Studioalbum You Won’t Get What You Want.

## Bandgeschichte

### Erste Inkarnation (2002–2010)
Sänger Alexis „Lex“ Marshall, Gitarrist Jeremy Wabiszczewicz und Schlagzeuger Jon Syverson spielten bis 2002 gemeinsam in der Grindcore-Band As the Sun Sets. Auf dem Begleitblatt zu ihrer letzten EP 8949 veröffentlichte die Gruppe ein Statement, das ihre Neugründung als Daughters ankündigte. Diese geschah schließlich mit dem zweiten Gitarristen Nicholas Sadler und dem Bassisten Pat Masterson. Wenig später erschien die erste selbstbetitelte EP bei City of Hell Records. Nach mehreren Konzerten in Providence veröffentlichten Daughters im August 2003 ihr gerade einmal elfminütiges Debütalbum Canada Songs bei Robotic Empire.
Im Juni 2004 nahm die Band ein Livealbum im legendären Punk-Club CBGB auf. Ein knappes Jahr später unterschrieb die Gruppe einen Vertrag beim Label Hydra Head Records, das 2006 ihr zweites Studioalbum Hell Songs herausbrachte. Während der Arbeiten am dritten Album kam es zu einem Streit zwischen Marshall und Sadler, woraufhin Marshall die Band im August 2009 verließ. In Folge des Konflikts zerfielen die Daughters, wenngleich die Trennung nie offiziell verkündet wurde. Das dritte Album Daughters erschien im März 2010, nachdem die beiden verbliebenen Bandgründer Marshall und Syverson weiterhin zusammengearbeitet hatten.

### Wiedervereinigung (seit 2013)
Andy Low, Mitbegründer von Robotic Empire, brachte Alexis Marshall und Nicholas Sadler, die sich zwischenzeitlich mit anderen Projekten beschäftigt hatten, 2013 wieder zusammen und ermöglichte damit eine Wiedervereinigung der Band. Nach zwei Comeback-Konzerten in Rhode Island wuchs die Nachfrage nach neuem Material und die Gruppe begab sich zurück ins Studio, um einige Demos aufzunehmen.
Im Dezember 2017 traten Daughters gemeinsam mit Code Orange als Support von The Dillinger Escape Plan bei deren Abschiedskonzerten in New York auf. Im darauffolgenden Juli veröffentlichte die Band mit Satan in the Wait erstmals seit acht Jahren eine Single. Zwei weitere Singles kündigten das vierte Studioalbum You Won’t Get What You Want an, welches schließlich im Oktober 2018 via Ipecac Recordings erschien. Das Album erhielt hervorragende Kritiken und fand sich auf mehreren Jahresbestenlisten wieder. Der Rolling Stone etwa reihte es auf Platz zwei der 20 besten Metal-Alben des Jahres. YouTube-Kritiker Anthony Fantano lobte das Werk in den höchsten Tönen und vergab die seltene Höchstnote zehn. Außerdem listete er es als bestes Album des Jahres sowie als viertbestes des Jahrzehnts. Im Januar 2019 brachte die Band zum Album-Track Less Sex erstmals überhaupt ein Musikvideo heraus. Regie führte der ehemalige Bandgitarrist Jeremy Wabiszczewicz.
Frontmann Alexis Marshall veröffentlichte im Juli 2021 bei Sargent House sein Solo-Debütalbum House of Lull . House of When. Im Dezember desselben Jahres beschuldigte ihn seine Exfreundin Kristin Hayter, damals bekannt als Lingua Ignota, öffentlich, sie während ihrer zweijährigen Beziehung psychisch und physisch misshandelt zu haben. Obwohl Marshall die Vorwürfe bestreitet, hatte die Band bereits zuvor eine Auszeit unbestimmter Dauer angekündigt.

## Stil
Der Musikstil der Band hat sich von der Debüt-EP im Jahr 2002 mit jeder weiteren Veröffentlichung weiterentwickelt. Allmusic assoziiert Daughters mit den Genres Alternative Rock, Experimental Rock, Grindcore, Heavy Metal, Noise-Rock und Post-Hardcore. Stewart Mason beschreibt die Gruppe als „versatile Rockband, die eine unheilige Sturzflut an No Wave, Grindcore, Post-Punk, Experimental und Noise-Rock liefert“. Gegen eine Kategorisierung als Math-Rock oder Mathcore spricht sich der langjährige Bandgitarrist Nicholas Sadler aus, da keines der Mitglieder eine klassische (Instrumenten)Ausbildung habe.

“Daughters’ accessibility is directly proportional to their uncompromising compositional choices—hypnotic dissonance, martial drums cranked to incapacitating volumes, scathing vocal repetition, all rendered through impossibly vivid production.”

„Die Zugänglichkeit der Daughters ist direkt proportional zu ihren kompromisslosen kompositorischen Entscheidungen – hypnotische Dissonanz, martialische Drums zu unmöglichen Lautstärken aufgedreht, beißende Stimmwiederholung, allesamt durch eine unglaublich lebhafte Produktion gerendert.“

Auch der Gesangsstil von Lex Marshall wandelte sich mit der Musik. Während er anfangs vor allem mit Screams in Erscheinung trat, sang er auf späteren Alben mit klarer Stimme – eigenen Angaben zufolge, um den instrumentalen Fähigkeiten seiner Bandkollegen gerecht zu werden. Sein Stil wurde mit Sängern wie Nick Cave, Michael Gira, „Elvis Presley unter Folter“ und „Jerry Lee Lewis auf halluzinogenen Drogen“ verglichen.

## Diskografie
Studioalben
- 2003: Canada Songs
- 2006: Hell Songs
- 2010: Daughters
- 2018: You Won’t Get What You Want

Livealbum
- 2004: Live at CBGB

Singles und EPs
- 2002: Daughters (EP)
- 2010: The First Supper
- 2018: Satan in the Wait
- 2018: The Reason They Hate Me
- 2018: Long Road, No Turns